# Z151/152次列车
Z151/152次列车是中国铁路运行于首都北京至青海省会西宁之间的一对直达特快列车，现由青藏铁路公司西宁客运段北京车队负责客运任务，是西宁首趟进京列车。列车使用中国铁路25T型客车，沿京广铁路、陇海铁路和兰青铁路运行，全程2092公里，途经北京、河北、河南、陕西、甘肃和青海五省一市。列车曾先后获得中国“ 青年文明号”、铁道部“ 红旗列车”等荣誉称号。2014年12月10日，列车升级为直达特快旅客列车，车次变更为Z151/2次。其中北京西站至西宁站运行22小时26分，使用车次为Z151次；西宁站至北京西站运行24小时26分，使用车次为Z152次。

## 历史

### 1964年-1999年
兰青铁路于1959年通车时，兰州铁路局在兰州-西宁间开行103/104、105/106次列车，青海省由此得以通过铁路联外。1964年5月，兰州铁路局将北京-兰州的35/36次列车隔日延长至西宁，使青海省拥有首班进京列车。当时的35/36次由兰州铁路局兰州、西宁分局共同值乘。
1975年，由于全路客运量增大，车次编定数增大，35/36次列车改为65/66次列车，其后在1981年10月1日的运行图调整中，部分直快列车升级为特快列车，其余直快列车编定数增大100次，65/66次列车的车次变更为121/122次列车。1994年，121/122次直快升级为75/76次特快列车，仍为兰州、西宁隔日开行。1996年1月21日，由于北京西站启用，75/76次列车由北京站移至北京西站到发，终到站仍为隔日至兰州、隔日至西宁。截至1999年1月，75次列车从北京西至西宁的运行时间为32小时36分。现时采取这种隔日开行模式的还有Z97/98次列车（北京西–广州东/红磡）、Z99/100次列车（上海–广州东/红磡）。

### 1999年至今

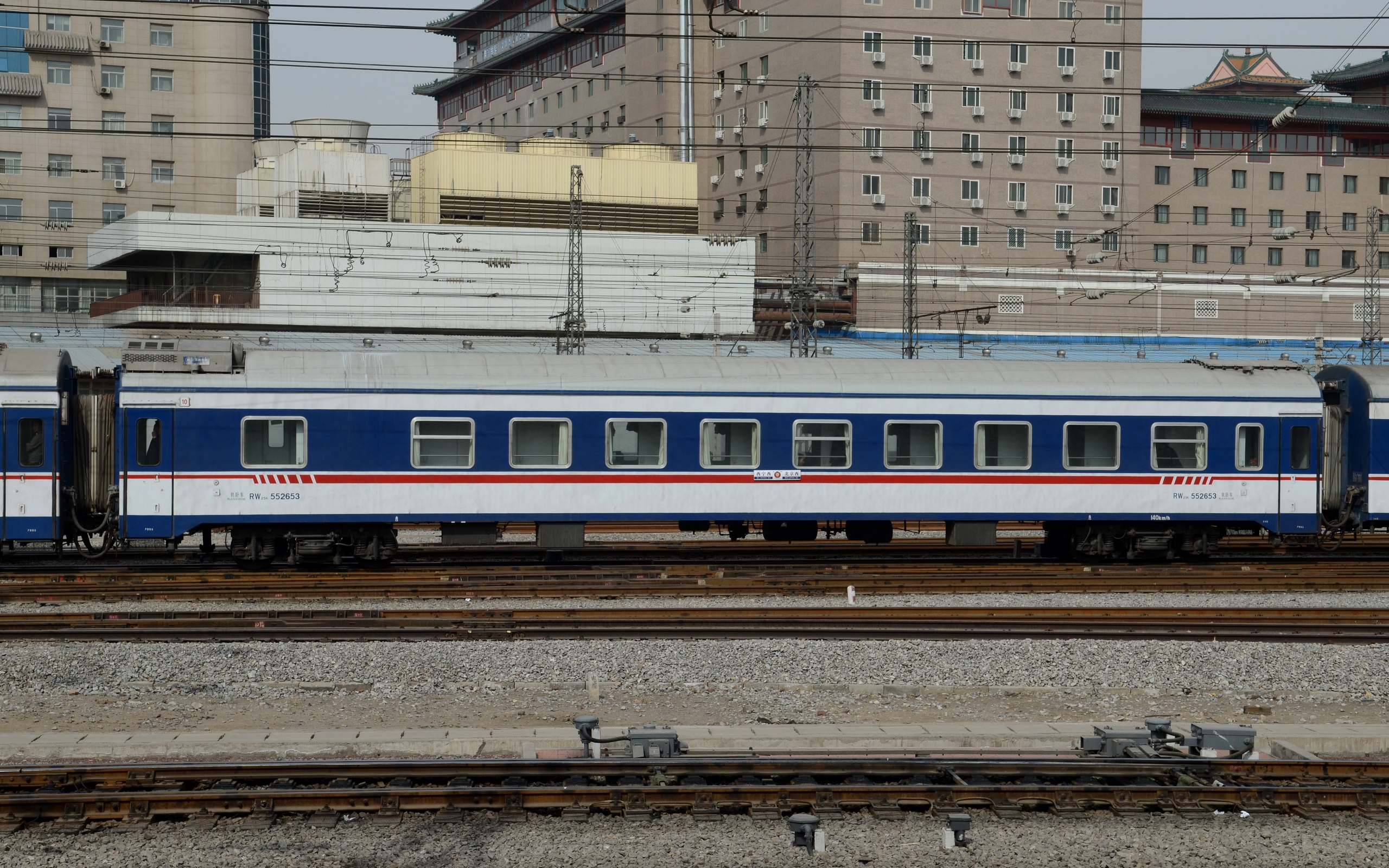
T151/152次列车编组中RW25K软卧车于北京西站

1999年10月10日，原75/76次列车分拆成北京西至兰州的K75/76次列车和北京西至西宁的115/116次列车，其中北京西-西宁列车独立运行后改为每日开行，等级为双优列车（即优质优价列车），2000年10月21日改为K115/116次列车，北京西至西宁运行33小时37分，西宁至北京西运行33小时14分，是当时西宁唯一的进京列车。次年10月21日，在中国铁路第四次大提速中，K115/116次改为T151/152次，车体更换为25K型客车，原车次得以留空。2004年6月，由于兰州铁路局西宁铁路分局并入青藏铁路公司，T151/152次的客运也改由青藏公司担当。
2011年3月10日，由于西宁站改扩建，T151/152次的终到站改为西宁西站。T151/152次于2014年12月更换为25T型客车，原用于T151/152次的三组25K计划用于K889/890(西宁-郑州)延长至合肥后的T388/389、T390/387次列车(西宁-合肥)。同年12月10日，该列车的车次改为Z151/152次列车。因西宁站改造完毕，Z151/152次于同年12月25日恢复西宁站终到。T151/152这对车次于2016年5月15日被广铁集团用于广州至泰州的原K222/223、K224/221次列车宁广段。

## 列车编组
Z151/152次列车自2014年10月12日起使用配属青藏铁路公司西宁车辆段的三组25T型DC600V直供电空调客车车体，客运任务则由西宁客运段北京车队担当。
| 车厢编号 | 1            | 2-7          | 8          | 9            | 10-17        | 18                     |
| 车型     | XL25T 行李车 | YZ25T 硬座车 | CA25T 餐车 | RW25T 软卧车 | YW25T 硬卧车 | YW25T 硬卧车（宿营车） |

## 机车交路
Z151/152次列车现时由配属兰州铁路局兰州西机务段的和谐3D型电力机车牵引，该机车可直接向列车提供电能，用于列车内空调和水炉等设备需要，因此列车不需要再额外加挂一节空调发电车。
| 车站区段               | 西宁 ↔ 北京西                                                 |
| 本务机车 配属 司机更替 | 和谐3D型电力机车 兰局兰段 兰州换司机，兰州/西安司机在西安轮乘 |

## 运行时刻
- 数据截至2022年12月26日[15]。

| Z151次 | Z151次 | Z151次 | Z151次 | 停靠站 | Z152次 | Z152次 | Z152次 | Z152次 |
| 里程   | 天数   | 到点   | 开点   | 停靠站 | 到点   | 开点   | 天数   | 里程   |
| ------ | ------ | ------ | ------ | ------ | ------ | ------ | ------ | ------ |
| 0      | 当日   | —      | 15:59  | 北京西 | 14:26  | —      | 次日   | 2092   |
| —      | 当日   | ↓      | ↓      | 保定   | 13:00  | 13:03  | 次日   | 1946   |
| 281    | 当日   | 18:24  | 18:30  | 石家庄 | 11:41  | 11:48  | 次日   | 1811   |
| —      | 当日   | ↓      | ↓      | 安阳   | 09:47  | 09:52  | 次日   | 1590   |
| —      | 当日   | ↓      | ↓      | 新鄉   | 08:52  | 08:56  | 次日   | 1483   |
| —      | 當日   | ↓      | ↓      | 洛阳   | 06:36  | 06:42  | 次日   | 1279   |
| 1200   | 次日   | 03:53  | 03:59  | 西安   | 01:32  | 01:40  | 次日   | 892    |
| 1373   | 次日   | 05:32  | 05:36  | 宝鸡   | ↑      | ↑      | 次日   | —      |
| 1528   | 次日   | 07:07  | 07:13  | 天水   | 21:23  | 21:29  | 当日   | 564    |
| 1595   | 次日   | 07:59  | 08:02  | 甘谷   | 20:01  | 20:03  | 当日   | 497    |
| 1674   | 次日   | 08:50  | 08:53  | 陇西   | 19:09  | 19:12  | 当日   | 418    |
| 1758   | 次日   | 09:48  | 09:52  | 定西   | 18:14  | 18:17  | 当日   | 334    |
| 1876   | 次日   | 11:27  | 11:48  | 兰州   | 16:43  | 16:58  | 当日   | 216    |
| 1982   | 次日   | 13:07  | 13:09  | 海石湾 | 15:10  | 15:14  | 当日   | 110    |
| 2031   | 次日   | 13:36  | 13:38  | 樂都   | ↑      | ↑      | 当日   | —      |
| 2092   | 次日   | 14:25  | —      | 西宁   | —      | 14:00  | 当日   | 0      |